# Axel Hagen
Axel Hagen (* 1963 in Karlsruhe) ist ein deutscher Jazzmusiker (Gitarre, Arrangement).

## Leben und Wirken
Hagen, der in Bonn aufwuchs, kam mit 15 Jahren zur Gitarre und erhielt sowohl Jazz- als auch klassischen Unterricht. Er studierte zwischen 1985 und 1990 am Konservatorium Hilversum bei Peter Nieuwerf und Wim Overgaauw, hatte aber auch Unterricht bei Barry Harris, Jimmy Raney, Rob Langereis und Frans Elsen.
Zwischen 1990 und 1996 war Hagen Mitglied der Rhythmusgruppe des Metropole Orkest. Mit diesem Orchester unter der Leitung von Rob Pronk, Bill Holman und Chuck Israels ist er auf  Radioaufnahmen und Alben mit international bekannten Jazzmusikern wie Tommy Flanagan, Lou Levy, Clark Terry, Lee Konitz, Claudio Roditi, Bill Perkins und Tom Harrell zu hören.
Hagen leitete weiterhin Bands mit niederländischen Musikern wie Frans Elsen, Ferdinand Povel, Rob Langereis, Victor Kaihatu und Marco Kegel, die überall in Europa auftraten. Zudem nahm er mehrere Alben unter seinem eigenen Namen für das niederländische Plattenlabel Blue Jack Jazz Records auf, die er mit Marco Kegel, Jimmy Halperin, dem Gustav Klimt String-Quartett und Lee Konitz und den niederländischen Jazzlegenden Frans Elsen und Jacques Schols aufnahm. Weiterhin tritt er mit dem New Market Quartet mit Paul van der Feen am Altosaxophon und in Combos mit Olaf Tarenskeen auf, mit dem er auch ein Album eingespielt hat. 2019 erschien als Duoalbum mit dem Pianisten Paolo Birro Verona Sessions. 
Hagen unterrichtet seit 2009 Jazz-Gitarre an der Hochschule für Musik Würzburg gemeinsam mit Michael Arlt, mit dem er auch im Duo auftritt.

## Diskographische Hinweise
- Lee Konitz, Axel Hagen: Jonquil (Blue Jack Jazz Records 2003, mit Marco Kegel, Joep Lumeij, Peter Kahlenborn und Gustav Klimt String-Quartet)
- Jimmy Halperin, Axel Hagen, Thomas Winther Andersen East of the Sun (Blue Jack Jazz Records 2005, sowie Frank Timpe, Mieke Honingh, Arlia De Ruiter und  Bastiaan van der Werf)
- Chuck Israels – Axel Hagen Quartet: Chaconne a son gout (Blue Jack Jazz Records 2013, mit John Ruocco, Peter Kahlenborn)
- Axel Hagen – Olaf Tarenskeen Quartet: Another Day at the Office (AxelHagenMusic 2018, mit Thomas Winter Andersen, Joan Terol Amigó)